# داراب افسر بختیاری
داراب افسر بختیاری (زاده ۱۲۷۹ - درگذشته ۲۱ مهر ۱۳۵۰) شاعر ایرانی است، که به گویش بختیاری شعر سروده است. از جمله معروفترین سروده‌های وی می‌توان به «خدائیه» و «عمرو» اشاره کرد.

## زندگی
داراب افسر در تاریخ ۱۲۷۹ در نزدیکی تالاب چغاخور واقع در منطقه بختیاری زاده شد. پدر وی؛ اصلان احمد خسروی از بزرگان تیره احمد خسروی از طایفه زراسوند، هفت لنگ و مادرش بی‌بی گوهر؛ فرزند حسینقلی خان ایلخانی بود.
داراب افسر از سن ۳۰ سالگی شاعری را آغاز کرد.او آنچنان در سرودن اشعار بختیاری به شیوائی و استواری اهتمام نمود که اینک فرهیختگان دیار بختیاری او را پدر شعر بختیاری می‌نامند، چنان‌که در مورد وی ملک‌الشعرای بهار نیز گفته بود: «کاری که فردوسی در زبان فارسی کرد، افسر در زبان بختیاری انجام داده است.»
شعر داراب با توجه به شرایط خانوادگی و اصالت ایلی و شرایط اقلیمی و اجتماعی دیار بختیاری سروده شده است و در حقیقت آیینه تمام نمای احساسات، عواطف و ذوق سرشار یک بختیاری‌تبار می‌باشد که سادگی و صفای انسان را بیان می‌کند و صمیمیت زندگی روستایی و عشایری را نشان می‌دهد که در کنار رنگ و بوی زندگی شهری و مشکلات اجتماعی تلاش می‌کند تا هویت عاطفی و انسانی خود را حفظ کند و آن شور و شادمانی صادقانه و بی‌ریای خود را نسبت به انسان‌ها آشکار می‌نماید تا افراد بتوانند در مسیر رشد تکامل انسانی قدم بردارند.

## سکونت در اصفهان و درگذشت
وی در سال ۱۳۲۰ در اصفهان ساکن شد. در سال ۱۳۳۷ دچار سکته شدیدی شد و در نتیجه نیمی از بدنش فلج گردید. او سرانجام در ۲۱ مهر ۱۳۵۰ در اصفهان درگذشت و در قبرستان تخت فولاد، تکیه بختیاری بخاک سپرده شد.
او نهایت تلاش خود را برای اینکه افتخار ایل بختیاری باشد انجام نمود.

## آثار
اشعار داراب افسر در زمینه‌های گوناگونی از جمله عرفانی، عاشقانه، سیاسی و در قالب‌های قصیده، غزل، قطعه، و… سروده شده است.
دو کتاب از او برجای مانده است:
- ترانه‌های محلی بختیاری
- دیوان داراب افسر بختیاری

این دو تاکنون بارها به چاپ رسیده و مورد استقبال فراوانی از سوی بختیاریان قرار گرفته است.

### اشعار
- کلاریه
- همیلا: مناظره پسر روستایی با دختر شهری[۵]
- عمرویه
- رستاخیز مسجد سلیمان

شعر وفا و جفا از کتاب دیوان داراب افسر بختیاری:
| به من این عتاب منما که گذشته‌ام ز هستی    |  | من و فکر جان سپردن تو و فکر خودپرستی      |
| بشکستی آن دلی را که شکسته بد زعشقت       |  | ز چه رو به خویش بالی، که شکسته‌ای شکستی    |
| به فتادگان راهت به تکبری گذشتی           |  | تو نخورده باده، دائم ز غرور حسن مستی      |
| ز وفا بگیر دستم که ز غم ز پا فتادم       |  | بنواز از ترحم دل خسته ای که خستی          |
| به درون سینه من که جز از تو راه دارد؟    |  | به جز از تو در دل من که کند دراز دستی؟    |
| به که گویم این حکایت که مرا ز خود براندی |  | ز چه رو به آشنایان تو در سرای بستی        |
| چه امید داری افسر به جهان که زنده ماندی  |  | به چه کارت آید این جان چو ز یار خود گسستی |

### ابیاتی از شعر خداییه
| ای که روزی همه خَلق ز انبارِ تُنِه        |  | آسمون‌ها و زمین کردهٔ کردارِ تُنِه       |
| ای همه نقش و نگاری که مِنِه دنیا هِد     |  | همه از پرتوِ یک جلوهٔ دیدارِ تُنِه       |
| حق تو داری بکنی هر چه به دنیا اِخوهی   |  | چون همه بید و نبیدِ زنده ز پندارِ تُنِه |
| افسر! ئی فخر بسه سی تو که بعد از مرگت |  | اسمِ لُر تا به ابد زنده ز اشعارِ تُنِه   |